# پرونده بسته شد: نامه عاشقانه کریمسون
پرونده بسته شد: نامه عاشقانه کریمسون (انگلیسی: Case Closed: The Crimson Love Letter) یک فیلم بلند انیمیشن ژاپنی محصول ۲۰۱۷به کارگردانی کوبون شیزونو و نویسندگی تاکاهیرو اوکورا است.